# يان كيركباتريك
يان كيركباتريك (بالإنجليزية: Ian Kirkpatrick)‏ هو لاعب اتحاد الرغبي نيوزيلندي، ولد في 24 مايو 1946 في غيسبورن ‏ في نيوزيلندا.

## وصلات خارجية
- يان كيركباتريك عل موقع إسبنسكروم (الإنجليزية)
- يان كيركباتريك على موقع قاعة نيوزيلندا للمشاهير الرياضية (الإنجليزية)